# Józef Pruchnicki
Józef Pruchnicki (ur. 16 lutego 1894 w Stopnicy, zm. 20 października 1963 w Wieluniu), dziekan i proboszcz wieluńskiej parafii Nawiedzenia Najświętszej Maryi Panny w latach 1945-1963, zastępca senatora wybrany w 1935 roku w województwie łódzkim.
W 1920 r. uczestniczył jako ochotnik w wojnie polsko-bolszewickiej. Odznaczony Krzyżem Orderu Virtuti Militari, Krzyżem Walecznych i Krzyżem Niepodległości. Podczas okupacji hitlerowskiej działał w ruchu oporu ZWZ-AK (ps. Niemen). Od 1941 r. był wikariuszem jedynej w powiecie wieluńskim parafii katolickiej w Rudzie. 
Od 2010 roku, jego imię nosi jedno z wieluńskich rond (w ciągu drogi wojewódzkiej nr 486).